# Kostel svatého Mikuláše (Sebranice)
Kostel sv. Mikuláše v Sebranicích je římskokatolický kostel nacházející se v centru obce Sebranice v okrese Svitavy. Je farním kostelem místní farnosti Sebranice. Je chráněn jako kulturní památka České republiky.

## Historie
Základy kostela pocházejí ze 13. století. V roce 1709 byl rozšířen o menší postranní lodě a v témže roce byly zakoupeny varhany.
Věž byla ke kostelu přistavěna v roce 1768. Roku 1947 byla opravována a částečně přestavěna – od té doby má svůj současný štíhlejší tvar. Jsou v ní umístěny tři zvony z let 1404, 1540 a 1989. Kromě nich je ve věžičce na opačné straně kostela ještě malý zvonek – „umíráček“.
V areálu kolem kostela se nacházejí pozůstatky náhrobních kamenů významných občanů Sebranic např. "Karel Hradecký, farář na Sebranicích, narozen 19.2.1797, zesnul v Pánu 29.3.1872", "Josef Vognar, učitel nar. 14.3.1841, zemř. 13.7.1896" atd.

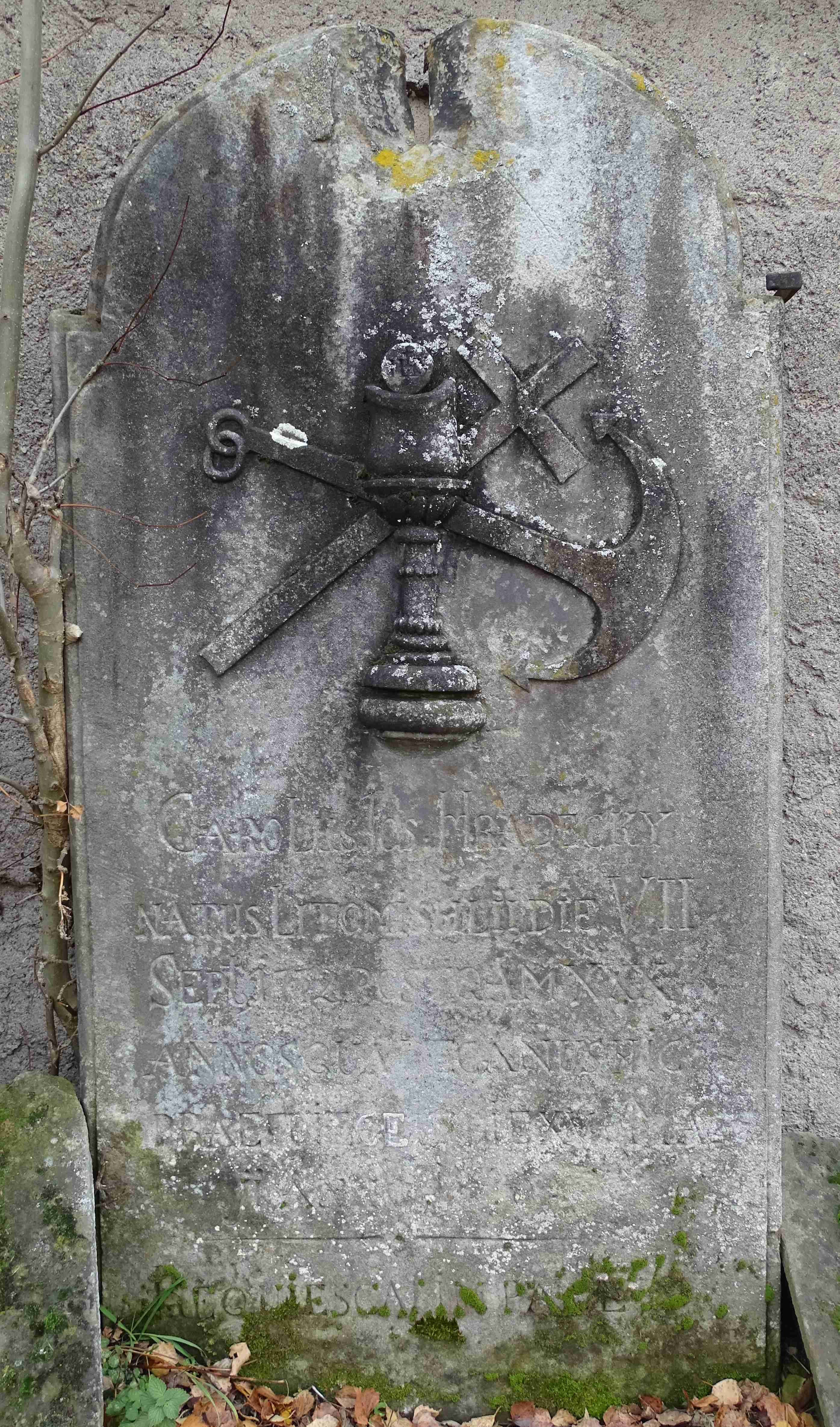
Náhrobek faráře p. Karla Hradeckého v Sebranicích.

V kostele slavil 4. července 1981 primici P. Václav Klusoň, kněz poté působící v litoměřické diecézi.